# Pentheroscion mbizi
Pentheroscion mbizi és una espècie de peix de la família dels esciènids i de l'ordre dels perciformes.

## Morfologia
- Els mascles poden assolir 56 cm de longitud total.[4][5]

## Hàbitat
És un peix marí, d'aigües profundes i demersal que viu entre 50-350 m de fondària.

## Distribució geogràfica
Es troba a l'Atlàntic oriental: des de Guinea fins al sud d'Angola.

## Observacions
És inofensiu per als humans.